# Benito Celada
Benito Celada Abad (Polentinos, 4 de marzo de 1904-Madrid, 12 de diciembre de 1988) fue un sacerdote, egiptólogo y biblista español.

## Biografía
Nacido en la localidad palentina de Polentinos el 4 de marzo de 1904. Estudió Humanidades, Filosofía y Lugares Teológicos en Corias (Asturias), donde profesó como dominico (1922). Trasladado a Salamanca, estudió Teología en el Estudio General de san Esteban, donde se ordenó sacerdote (28 de abril de 1928).
En Salamanca, Celada fue discípulo de Alberto Colunga, que lo envió un año al Pontificio Instituto Bíblico de Roma (1929), para estudiar lengua egipcia jeroglifica con el profesor Emile Suys. Regresó a Salamanca donde prosiguió su tarea docente en la Universidad Pontifiica de Salamanca hasta que fue llamado al servicio militar como capellán castrense.
Concluidas sus obligaciones militares, fue destinado a Jerusalén, donde se licenció en Sagrada Escritura. Posteriormente se trasladó a El Cairo, donde colaboró con el Instituto Francés de Arqueología Oriental, el Instituto Arqueológico Alemán y con el Service des Antiquités. Allí conoció a los egiptólogos Jaroslav Çerny y Alan Gardiner.
Al concluir la Guerra civil española, Celada se incorporó al Instituto Arias Montano del CSIC —donde se le consideraba uno de sus fundadores—, y a la Universidad Central de Madrid, donde era profesor de Historia y Arqueología del Próximo Oriente (desde 1941). Fue profesor de Sagrada Escritura y Hebreo de Álvaro del Portillo, José María Hernández Garnica y José Luis Múzquiz —los tres primeros miembros del Opus Dei— que se ordenaron el 24 de junio de 1944. 
Con formación en teología y egiptología, publicó artículos en revistas como Cultura Bíblica, Ciencia Tomista, Sefarad y Estudios Bíblicos. Dominaba diversos idiomas: inglés, francés, alemán, hebreo, copto y egipcio.
Falleció el 12 de diciembre de 1988 en el convento de Atocha, en Madrid.

## Publicaciones
Entre sus publicaciones se encuentran:
- Cultura e inscripciones de la antigua India, Madrid, 1948
- Contribución al estudio del siete, la semana y el sábado, Madrid, 1950
- Oriente y la Biblia, Segovia, 1957.